# Paul Broca
Paul Pierre Broca (Sainte-Foy-la-Grande, Gironda, França, 28 de juny de 1824 - París, França, 9 de juliol de 1880), va ser un metge, anatomista i antropòleg francès. Va ser un nen prodigi, i es va simultàniament en literatura, matemàtiques i física. Va ingressar a l'escola de medicina quan tenia només 17 anys i es va graduar als 20, quan la majoria dels nois de la seva edat amb prou feines començaven els estudis mèdics.
Broca va estudiar medicina a París. Aviat es va convertir en professor de cirurgia patològica a la Universitat de París i en un notable investigador mèdic en moltes àrees. A l'edat de 24 anys va ser reconegut amb premis, medalles i càrrecs importants. Els seus primers treballs científics tenien a veure amb la histologia del cartílag i os, però també va estudiar la patologia del càncer, el tractament d'aneurismes i la mortalitat infantil. Com a neuroanatomista excels, va fer importants contribucions a la comprensió del sistema límbic.

## Àrea de Broca
Tanmateix, el camp d'estudi en el qual Broca es va fer famós i és una pedra angular en la història de la medicina i les neurociències va ser el descobriment del centre de la parla (ara conegut com l'Àrea de Broca, o tercera circumvolució del lòbul frontal). Va arribar a aquest descobriment estudiant els cervells de pacients afàsics (persones incapaces de parlar).
El seu primer pacient en l'Hospital Bicêtre, anomenat "Tan", el 1861, tenia una lesió en un costat del cervell, precisament en l'àrea que controlava la parla. El 1864, després de fer estudis postmortem a gairebé una desena d'afàsics, va observar que tots tenien una lesió al còrtex prefrontal inferior de l'hemisferi esquerre, que des de llavors rep el seu nom.

## Altres obres
Broca va ser també un pioner en l'estudi de l'antropologia física. Va fundar la Societat Antropològica de París el 1859, la Revue d'Anthropologie el 1872 i l'Escola d'Antropologia a París el 1876. Va fer aportaments a la ciència d'antropometria cranial desenvolupant molts tipus d'instruments de mesurament i índexs numèrics. Els usos que molts ideòlegs racistes i fins i tot científics amb reputació van fer dels mesuraments de Broca i les seves conclusions han estat profundament discutides per Stephen Jay Gould en The Mismeasure of Man (1981). El treball de Broca també va ser tractat per Carl Sagan en “El Cervell de Broca”.
Un altre camp en el qual Broca va contribuir significativament va ser en anatomia comparada comparada amb primats. Va descriure per primera vegada les trepanacions neolítiques i estava molt interessat en les relacions entre el cervell i les capacitats mentals, com la intel·ligència.

## Personalitat
La personalitat de Broca era particular, els seus companys i amics el descrivien com “generós, compassiu i amable amb una fortalesa i honestedat admirables, respectat per tots. Mai no es va guanyar un enemic ni va perdre un amic”. El 1848 va fundar una societat de lliurepensadors. Simpatitzava amb les idees de Darwin de la selecció natural, per la qual cosa se'l va denunciar com a persona subversiva, materialista i corruptor de la joventut. Va ser un treballador infatigable i va escriure cents de llibres i articles (dels quals només 53 eren tractats sobre el cervell). A més, es va preocupar de la salut dels més necessitats, sent una figura important de l'assistència pública.
Els últims anys de la seva vida, va ser elegit senador vitalici. A més, era membre de l'Acadèmia Francesa de les Ciències i va rebre doctorats honoris causa tant a França com a l'estranger.